# Katalog skupa Virga
Katalog skupa Virgo (eng. Virgo Cluster Catalogue, Virgo Cluster Catalog, kratica VCC) je astronomski katalog 2096 galaktika koje se nalaze u području skupa Virga.
Pokriva područje od 140°2 koje centrirano otprilike na skup Virgo. U biti bi morao biti potpuni popis svih sigurnih i mogućih članova skupa, neovisno o morfološkoj vrsti. Pripadnost skupu određena je morfologijom galaktike. Divovi i rijetke vrste patuljaka visoke površinske sjajnosti, pripadnost se zasniva na podatcima o brzini. Za 1277 natuknica u katalogu smatra se da pripadaju skupu Virgo, za 574 da možda pripadaju, a za 245 se čini da su pozadinske Zwickyjeve galaktike.
Autori su Binggeli Bruno; Sandage A.; Tammann G.A.: Studies of the Virgo cluster. II. A catalog of 2096 galaxies in the Virgo cluster area., Astron. J., 90, 1681-1758 (1985) - 01.01.86 28.09.15
Skupina autora je 2014. predala Prošireni katalog skupa Virgo (Extended Virgo Cluster Catalog, EVCC), zasnovanom na 7. podatkovnom izdanju Sloanova digitalnog pregleda neba (Sloan Digital Sky Survey)

## Vanjske poveznice
- SEDS The Virgo Cluster of Galaxies